# Isosaphanodes maynei
Isosaphanodes maynei är en skalbaggsart som först beskrevs av Pierre Lepesme och Stefan von Breuning 1956.  Isosaphanodes maynei ingår i släktet Isosaphanodes och familjen långhorningar.
Artens utbredningsområde är Gabon. Inga underarter finns listade i Catalogue of Life.